# Michael Zijlaard
Michael Zijlaard (Rotterdam, 26 juli 1971) is een Nederlandse ploegleider en voormalig wielrenner. Hij is de zoon van Joop Zijlaard, man van Leontien van Moorsel en oom van Nicky Zijlaard en Maikel Zijlaard.

## Carrière
Zijlaard was wielrenner van 1986 tot 1993. Hij werd in 1992 en 1993 Nederlands kampioen baanwielrennen, samen met zijn vader en gangmaker Joop Zijlaard op de derny. Hierna werd hij ploegleider van verschillende ploegen als Farm Frites en AA Drink-leontien.nl. In 2014 werkte hij samen met Michael Boogerd, Erik Breukink en Jean-Paul van Poppel aan een nieuwe wielerploeg, die in 2015 een pro-continentale licentie kreeg: Team Roompot. In 2015 werd Zijlaard ook de nieuwe wedstrijdleider van de Zesdaagse van Rotterdam.
Van NOC*NSF kreeg hij twee keer de "Olympic Coach Award".

## Persoonlijk
Zijlaard trouwde op 25 oktober 1995 in Rotterdam met Leontien van Moorsel, met wie hij in 2007 een dochter kreeg.